# Hipopòtam de Sicília
L'hipopòtam de Sicília (Hippopotamus pentlandi) és una espècie extinta d'hipopotàmid que visqué a Sicília durant el Plistocè. Era el més petit dels hipopòtams nans de la regió mediterrània i pesava 320 kg.